# Histoire du Kirghizistan

Localisation du Kirghizistan

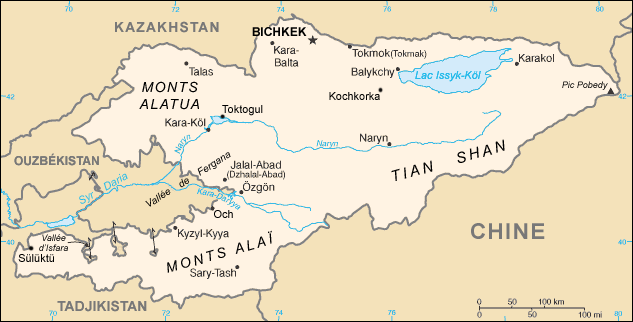
Carte minimale du pays (2020)

Le Kirghizistan est un pays qui fut dominé pendant des siècles par différents empires. C'est un pays jeune, dont l'indépendance date de 1991.
En 2024, ce pays sans littoral, sur un territoire de 198 500 km2 est riche d'une population de 6 millions de Kirghizes, parlant très majoritairement le kirghize.

## Préhistoire
Les monts Tian Shan auraient été fréquentés depuis au moins 200 000 ans.

## Origines

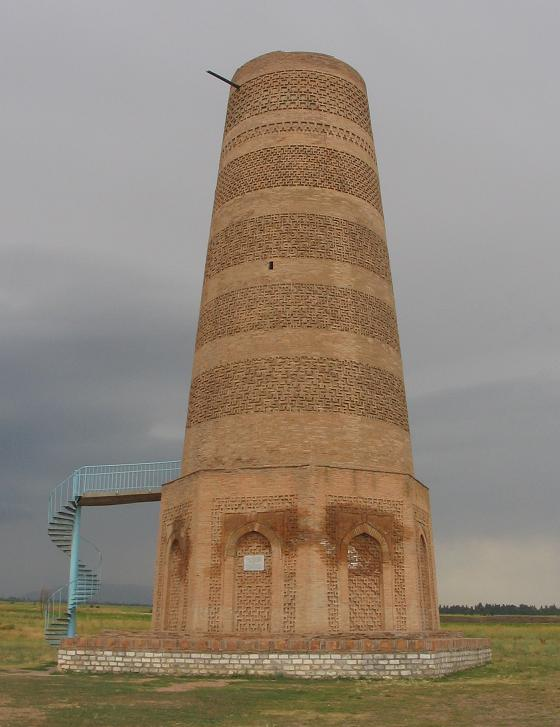
La Tour Burana, Qrakhanide, à Balasagun (XIe siècle).

La région correspondant au Kirghizistan fut peuplée aux XVe siècle et XVIe siècle par les Kirghizes, un peuple nomade turcophone originellement situé, il y a 2000 ans, dans le nord-est de l'actuelle Mongolie et qui se serait d'abord déplacé vers le sud de la Sibérie entre le VIe siècle et le VIIIe siècle, puis vers la région de l'actuelle République de Touva jusqu'au XIIIe siècle.
- Peuple Ienisseï kirghize (khyagas, khakas)

## Moyen-Âge 500c-1250c
- Bumin (490-552)
- Qarakhanides (840-1212), ayant pour capitale, Balasagun.
- Yelü Dashi (1124-1142), fondateur de la dynastie Liao, chasse les Qrakhanides de Balasagun en 1130 et s'y installe.
- Karlouks, Khitans, Dzoungars
- Gaochang
- Hami City (en) (Préfecture de Hami)
- Khwarezm
- Église de l'Orient, Nestorianisme

## Domination mongole 1250c-1510
L'Islam devint la religion principale de la région vers le XIIIe siècle ; la plupart des Kirghizes sont des musulmans sunnites de l'école hanafite.
- Gengis Khan (1155c-1227)
- Djötchi (1183-1227)
- Khanat de Djaghataï (1220-1334)
- Empire mongol
- Conquêtes mongoles
- Horde d'or (1243-1502)
- Route de la soie

## Mandchous - Kalmouks - Ouzbeks 1510-1800
- Empire timouride (fin du XIVe siècle à 1507)
- Empire Chaybanide (Ouzbeks, 1507-1800)
- Contrôle par le Khanat dzoungar (Mongols occidentaux, appelés Oïrats ou Kalmouks)
- À partir des années 1750, la dynastie Qing qui anéantit le Khanat dzoungar, contrôle la région.

## Domination ouzbek 1800c-1875
Au début du XIXe siècle, le sud du territoire tomba sous le contrôle du Khanat de Kokand, l'un des trois khanats ouzbeks d'Asie centrale, dans ce que l'on nommait alors le « Turkestan ».

## Empire russe 1876-1917
Dans le cadre de la conquête russe du Turkestan, le territoire est formellement incorporé à l'empire russe en 1876.
La répression de plusieurs révoltes pousse un certain nombre d'habitants à émigrer vers l'Afghanistan ou la Chine.

## Le Kirghizistan dans l'Union soviétique 1917-1991
En 1918, un soviet est fondé dans la région et l'oblast autonome Kara-Kirghiz est créé en 1924 au sein de l'URSS.

### La Première République (au sein de l'URSS)

Drapeau de la République Kirghize au sein de l'URSS

En 1925 est créé un Oblast autonome kara-kirghiz, qui, en 1926, devient la République socialiste soviétique autonome de Kirghizie (en) (1926-1936).
En 1936, la République socialiste soviétique kirghize (1936-1991) est intégrée comme membre à part entière de l'URSS.
Lors des bouleversements politiques survenus à partir de la fin des années 1980 en Union soviétique, des élections libres sont organisées au Kirghizistan en 1991, menant à la victoire d'Askar Akaïev au poste de président en octobre de la même année.
La capitale Frounzé retrouve son nom pré-soviétique de Bichkek en février 1991.
Le pays est renommé République du Kirghizistan en décembre 1991.
Après l'échec du coup d'État à Moscou qui marque la fin de l'URSS, le Kirghizistan vote son indépendance de l'URSS le 31 août 1991. La Kirghizie adhère cependant à la Communauté des États indépendants à la fin de la même année.

## L'indépendance

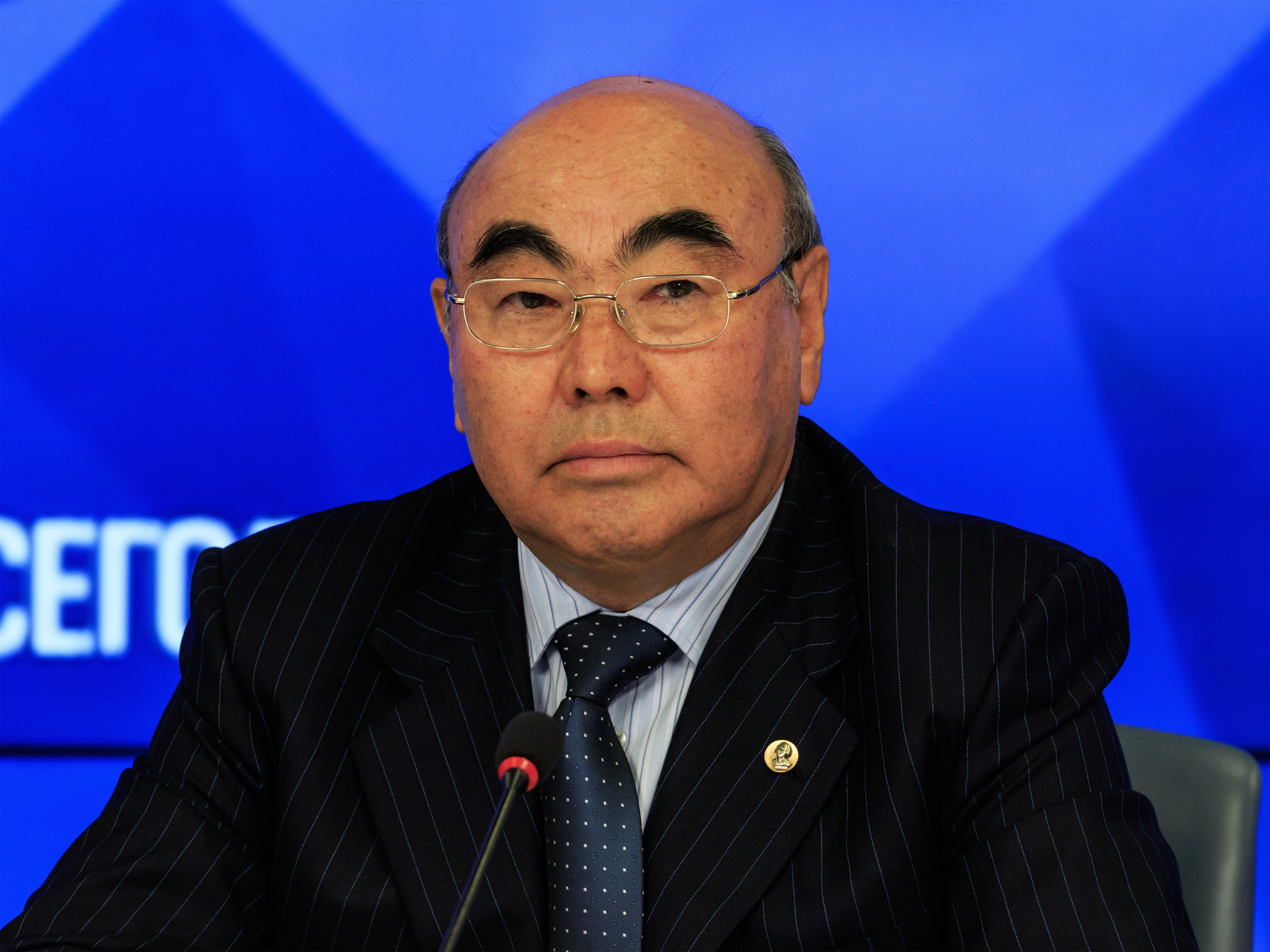
Askar Akayev, le premier Président du Kirghizistan indépendant

### La Deuxième République du Kirghizistan
Askar Akaïev devint le premier Président du Kirghizistan indépendant.

### La Révolution des tulipes (2005)
- Révolution des Tulipes

Au cours des années suivantes, le pouvoir, toujours détenu par Askar Akaïev, devint visiblement de plus en plus autoritaire. Les élections législatives du 27 février et du 13 mars 2005 furent dénoncées comme frauduleuses, particulièrement par les observateurs de l'OSCE. Des troubles débutèrent vers la fin mars qui se transformèrent rapidement dans le sud du pays en manifestations appelant à la démission du gouvernement en place. Le 24 mars, 15 000 manifestants partisans de l'opposition venus du sud du pays se heurtèrent à la police à Bichkek et prirent d'assaut l'immeuble abritant la présidence après des rumeurs faisant état de la fuite du président Akaïev hors du pays. C'est ce que l'on nomme : la « Révolution des Tulipes ».
Les chefs de l'opposition ont établi un gouvernement intérimaire et ont promis de mettre en place rapidement de nouvelles élections afin de prétendre à une légitimité définitive. Les luttes internes à l'opposition ont été réglées rapidement, Kourmanbek Bakiev prenant les postes de président et de premier ministre.

### Le pays sous Bakiev

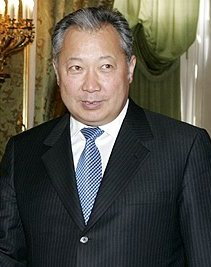
Kourmanbek Bakiev, deuxième Président du pays

Kourmanbek Bakiev remporta l'élection présidentielle organisée trois mois après le soulèvement populaire qui a provoqué la fuite de l'ancien président, Askar Akaïev.
Jusqu'en 2009, le président Bakiev a dirigé le pays en maintenant une relative ouverture politique, loin des normes démocratiques occidentales, mais qui a fait classer son pays comme le plus démocratique d'Asie centrale par de nombreux observateurs étrangers. Le 21 mars 2009, le traité de Semipalatinsk entre en vigueur instituant une zone exempte d'armes nucléaires en Asie centrale.
Depuis 2009, on note cependant un net virage présidentialiste. La réforme de l'État conduite à l'automne 2009 a vu les ministères importants rejoindre l'Institut du président, et les autres être dépossédés d'une grande partie de leurs attributions. Maxime Bakiev, fils du président, a été nommé à la tête d'une Agence pour le développement aux pouvoirs très étendus, qui prend le pas, dans les faits, sur le Ministère de l'économie comme sur celui des Affaires étrangères.
L'opposition politique et les ONG de défense des droits de l'homme sont harcelées avec une intensité croissante. Plusieurs meurtres de journalistes et d'opposants ont défrayé la chronique et provoqué les protestations de l'Union Européenne. Si le Kirghizstan reste pour le moment plus ouvert que ses voisins, comme l'Ouzbékistan ou le Turkménistan, il connaît alors une dégradation rapide du climat politique et reste classé régulièrement parmi les pays les plus corrompus du monde.

### Révolution de 2010
Le 7 avril 2010, l'opposition se soulève à la suite des emprisonnements répétés des opposants, et à la prise par la famille de Bakiev de nombreuses propriétés du pays. Cette révolution met le président Bakiev et sa famille en exil. Les opposants prennent d'assaut les bâtiments gouvernementaux, et le pouvoir.
Bakiev étant en exil, Roza Otounbaïeva est chargée de diriger le pays par intérim, et d'écrire cette fois une nouvelle Constitution parlementaire.

## La3eRépublique
En 2010, après la révolution, la IIIe république est proclamée, remplaçant la deuxième qui était en vigueur depuis l'indépendance du Kirghizistan en 1992.

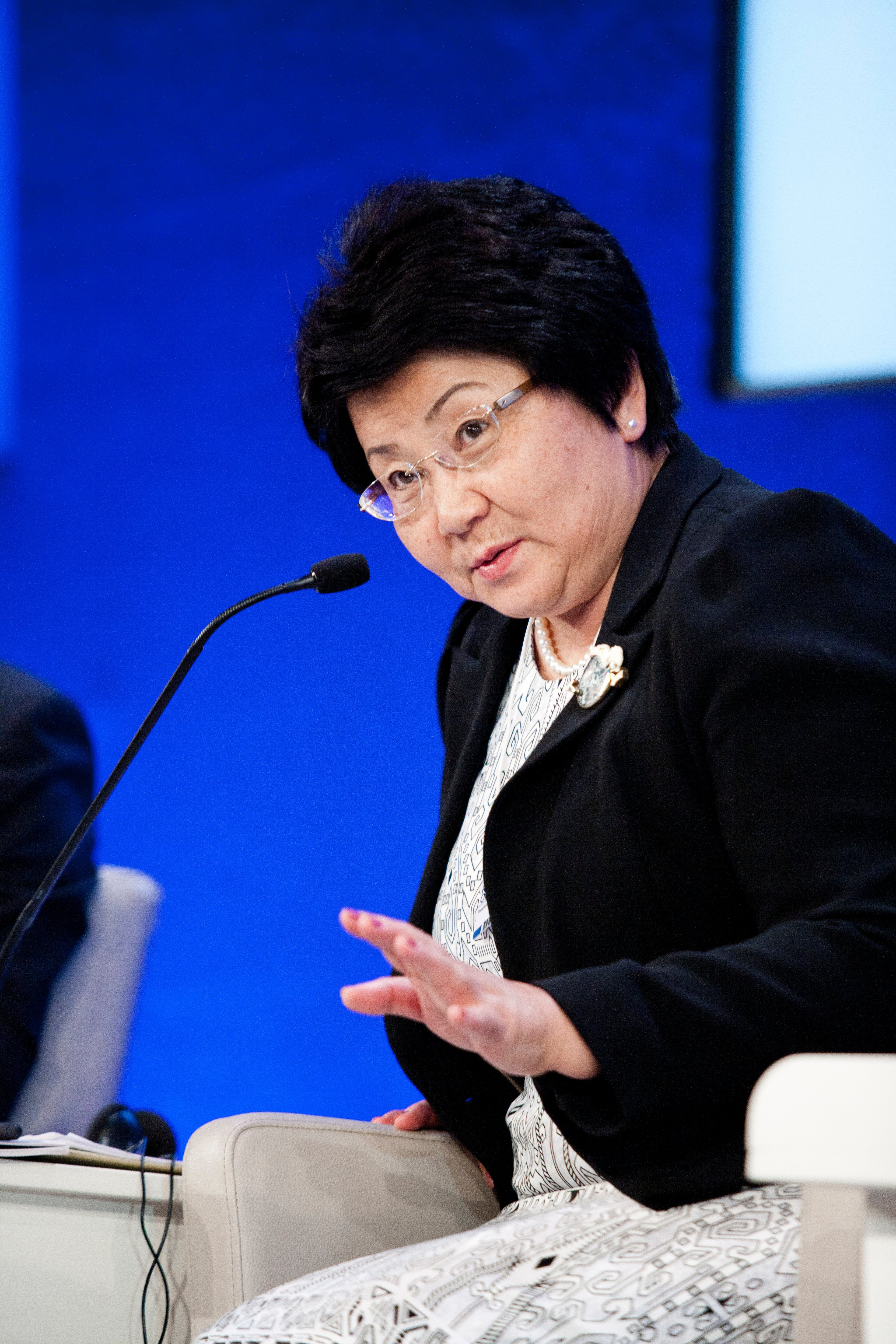
Roza Otounbaïeva : troisième présidente du Kirghizistan

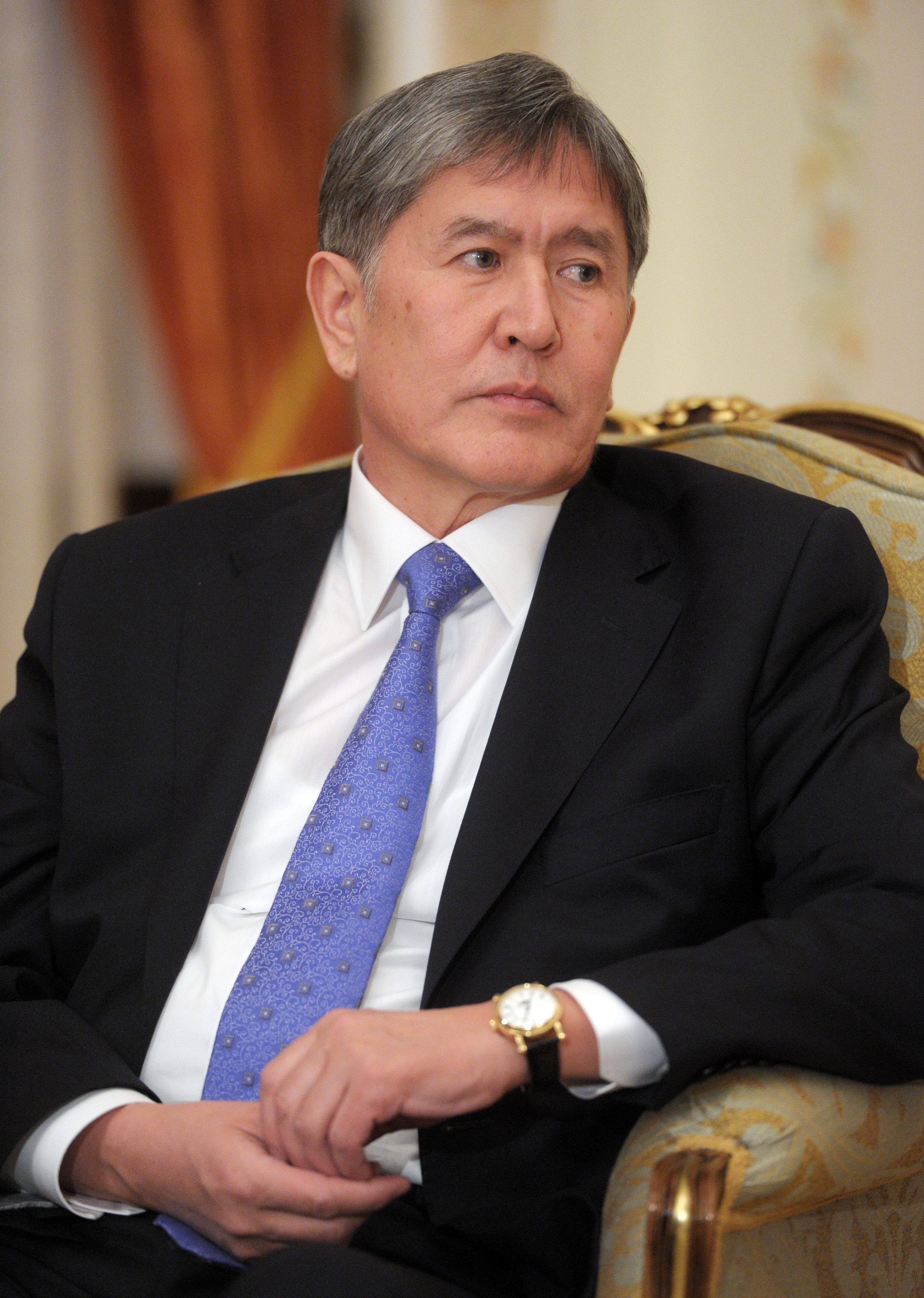
Almazbek Atambaev : quatrième Président

Roza Otounbaïeva devint le troisième Président du pays au printemps 2010, et par la même occasion elle devint la première femme à devenir présidente du Kirghizistan. Le 19 mai 2010, un décret lui accorde des pouvoirs présidentiels jusqu'au 31 décembre 2011, afin que des élections puissent se tenir pour la désignation d'un successeur. En octobre 2011, des élections présidentielles ont lieu, qui voient Almazbek Atambaev devenir président, entrant en fonction le 1er décembre 2011.

#### Histoire ancienne
- Histoire de l'Asie centrale
- Art rupestre, homme-soleil, site de Saimaluu-Tash
- Kirghizes, peuples turciques, langues turciques, kirghize
- Expansion de l'islam, conquête musulmane de la Perse (633-654), conquête musulmane de la Transoxiane (673-751), bataille de Talas (751)
  - Sciences arabes, arts de l'Islam, médersas d'Asie centrale
  - Tradition turco-persane (en), variante de culture islamique

#### 1991
- Culture du Kirghizistan
  - Littérature kirghize, musique kirghize, cinéma kirghiz
- Démographie du Kirghizistan
- Économie du Kirghizistan
- Politique au Kirghizistan, élections au Kirghizistan
  - Liste des présidents du Kirghizistan, liste des Premiers ministres du Kirghizistan
  - Politique étrangère du Kirghizistan
  - Communauté des États indépendants (1991)
- Organisation des États turciques (2009)